# Kicham
Kícham, es el nombre del espectáculo de arte escénico multidisciplinario que año con año presenta la Compañía Korián de la Secretaría de Educación del Estado de Durango. Kícham es una palabra de origen tepehúan (lengua de los tepehuanos, grupo étnico de Durango), que significa "pueblo" o "nación".

## El espectáculo
En Kícham participan alrededor de cien personas que combinan las disciplinas de danza, canto, poesía, música y teatro, para presentar de una manera muy original temas relacionados con el Estado de Durango como lo son los personajes ilustres, municipios, lugares, edificios, historia, leyendas, tradiciones y la cultura.
Cada año, en Kícham se presenta nuevos cuadros o estampas, para las cuales se les crea sus propios guiones, música, canciones, vestuarios y escenografías. La dirección ha sido bajo la profesora Elia María Morelos hasta el año 2019. 
Actualmente es dirigido por Elia Torres Morelos

## Historia
El primer Kícham se presentó el 25 de mayo de 1995, teniendo como escenario el Teatro Victoria, en la ciudad de Durango (Durango, México). Desde sus inicios, Kícham ha sido uno de los espectáculos más aclamados por los duranguenses y uno de los más gustados por los turistas y foráneos[cita requerida].

## Éxito
Kícham, ha sido un gran éxito que ha hecho historia, ya que el Teatro Ricardo Castro tiene lleno total todos los días que duran sus temporadas. Esto, y su gran trayectoria, han colocado a Kícham como uno de los mejores expositores del teatro en Durango, ya que ningún espectáculo, ni local ni fóraneo, había realizado ésta gran hazaña.

## Kícham a lo largo de los años
Kícham 95
- Estreno: 25 de mayo de 1995
- Escenario: Teatro Victoria
- Estampas:

- Kícham
- Silvestre Revueltas
- La Leyenda de Sahuatoba
- La Fuente de las Ranas
- Guadalupe Victoria
- La Monja de Catedral
- ¡Viva Durango!

Kícham 2002
- la laguna de santiaguillo

Kícham 2003
- Escenario: Teatro Victoria
- Estampas:

- Francisco Zarco
- ¡Pásele Marchanta! (Mercado Gómez Palacio)
- El Árbol Abuelo (Bosque de la China)
- Ricardo Castro
- Adelita Durangueña

Kícham 2004 "Celebración por Décima Edición"
- Escenario: Teatro Victoria
- Estampas:

- La Leyenda de Sahuatoba
- Silvestre Durangueño (Silvestre Revueltas)
- La Fuente de las Ranas
- Espada Libertadora (Guadalupe Victoria)
- La Monja de Catedral

Kícham 2005
- Escenario: Teatro Victoria
- Estampas:

- Analco
- Piel de Manzana (Canatlán (Municipio))
- Ángeles y Querubines (Benigno Montoya Muñoz)
- El Músico que le Tocó al Diablo
- De todo como en Botíca

Kícham 2006
- Escenario: Teatro Victoria
- Estampas:

- Miguel Ángel Gallardo
- Invitado del más Allá
- Venadeando (La Michilía)
- La Vieja Plaza de Toros
- Nazas, Corazón de Nuez

Kícham 2007
- Estreno: 31 de mayo de 2007
- Escenario: Teatro Victoria
- Estampas:

- Paisajes de Nuevo Ideal
- Tejiendo Providencias (Hacienda la Providencia)
- Otra de Vaqueros (Durango, Tierra del Cine)
- Tesoros Catedralicios
- Damárboles

Kícham 2008
- Estreno: 17 de junio de 2008
- Escenario: Teatro Ricardo Castro
- Estampas:

- Plazuela Baca Ortíz
- Peñón Blanco
- Orgullo Guinda (ITD)
- Magia de Vidrio (Vidrio Soplado)
- Jesús Velázquez

Kícham 2009
- Estreno: 16 de junio de 2009
- Escenario: Teatro Ricardo Castro
- Estampas:

- Alma Mezquital_(municipio)ence
- Por el Tunal
- Vamos a Pajarear (Aves Durangueñas)
- Durango en los 60's
- Fantasmas de Tierra Blanca

Kicham 2010
- Estreno: 1 de junio de 2010
- Escenario: Teatro Ricardo Castro
- Estampas:

- Victoria, Espada Libertadora
- Cuencamé, Tierra de Generales
- Voces de Niño
- Toma de Durango
- Cartucho de Campobello
- Imágenes de Villa
- Esencia

Kícham 2011
- Estreno: 1 de junio de 2011

- Escenario: Teatro Ricardo Castro
- Estampas:
- Kícham
- El Oro
- Durango 1864
- Cuentos y basuritas
- Fantasía en las Alamedas
- El espinazo del Diablo
- Corazón Durango

- Datos: Q5959479